# احتجاجات برنامج فتيلية في إيران 2015
بدأت احتجاجات برنامج فتيليه (بالفارسية: جنجال فیتیله‌ای) في 9 نوفمبر 2015 بعد مقطع من برنامج الأطفال التلفزيوني «فتيلة»، الذي تم بثه في 6 نوفمبر على التلفزيون الحكومي المحلي، يصور إيرانيًا يتحدث الأذرية ينظف أسنانه بفرشاة المرحاض. علماً بأن القومية الأذرية في إيران تشكل 40 في المائة من حجم السكان.
نتيجة لذلك شارك المئات في مظاهرات في تبريز وأرومية وأردبيل وزنجان وطهران واشتبكت الشرطة في إيران مع المتظاهرين وأطلقت غاز مسيل للدموع لتفريق الحشود واعتقلت المتظاهرين.
وبحسب ما ورد توفي أحد المتظاهرين ويدعى علي أكبر مرتضى متأثراً بجروحه في أورمية. كما نظمت احتجاجات أمام السفارتين الإيرانيتين في اسطنبول وباكو.
واعتذر رئيس محطة إذاعة جمهورية إيران الإسلامية (IRIB) محمد سرافراز عن بث البرنامج. وتم إلغاء إذاعة «فتيليه» بعد 12 عاما من البث.
وعلى الرغم من اعتذار التلفزيون للسكان وطرد المسؤولين في برنامج (فتيلية) إلا أن المتظاهرين واصلوا احتجاجاتهم حيث اعتقلت الشرطة أعدادًا من المتظاهرين بعد تعطيل البازار وإحراق عدد من العجلات التابعة للشرطة.